# Kriminalitätsfurcht
Kriminalitätsfurcht, Kriminalitätsangst oder Verbrechensfurcht bezeichnet zum einen die Befürchtung von Personen, selbst Opfer einer Straftat zu werden (personale Kriminalitätsfurcht), zum anderen die Einschätzung, inwiefern Kriminalität ein gesellschaftliches Problem darstellt (soziale Kriminalitätsfurcht).
Die Kriminalitätsfurcht hat einen bedeutenden Einfluss auf die Kriminalpolitik. Durch die Stärkung des subjektiven Sicherheitsgefühls (gleichfalls Dämpfung der Kriminalitätsfurcht) wird zugleich das Vertrauen in das Funktionieren der staatlichen Kontrolle bestärkt.
Politik und Medien tragen oft zu einem verzerrten Bild vom Ausmaß der Kriminalität in Deutschland bei. Bevölkerungsumfragen zeigen regelmäßig, dass insbesondere schwere (Gewalt-)Delikte in ihrem Vorkommen stark überschätzt werden. Der langfristige Kriminalitätsrückgang ist dagegen weniger bekannt. Auf die Furcht vor kriminellen Delikten wird verstärkt mit Kriminalprävention reagiert. Im 2. Periodischen Sicherheitsbericht der Bundesregierung aus dem Jahr 2006 befasst sich ein ganzes Kapitel mit Kriminalitätsfurcht. Die Studie kommt zu dem Schluss: „Gefühlte“ Kriminalität, die maßgeblich auch durch die nicht immer sachgerechte Aufbereitung dieses Themas durch die in ihrer alltäglichen Bedeutung stetig wachsenden Massenmedien gespeist wird, kann auch kriminalpolitische Entscheidungen nachhaltig beeinflussen und deren Optionen begrenzen. Politik muss daher Kriminalitätsfurcht ernst nehmen, auch dann, wenn sie auf subjektiv übersteigerte Vorstellungen von der Größenordnung individueller Opferrisiken oder einer Fehleinschätzung der Kriminalitätsentwicklung beruht.
Aktuelle Studien zeigen, dass die Furcht vor Kriminalität von unterschiedlichen Wirkmechanismen auf unterschiedlichen Ebenen beeinflusst wird. Auf Stadtteilebene konnte Häfele (2013) Armut als wesentliche Bestimmungsgröße der personalen Kriminalitätsfurcht (KF) identifizieren, d. h. je höher die durchschnittliche Armutsquote im Stadtteil ausgeprägt war, desto höher fiel auch die durchschnittliche KF aus. Auf Individualebene spielt das lokale Sozialkapital (Vertrauen zu Nachbarn und die Einschätzung, dass die Nachbarn bei auftretenden Problemen in der Nachbarschaft etwas dagegen unternehmen würden) eine entscheidende Rolle zur Erklärung der KF, d. h. je höher das lokale Sozialkapital in der Nachbarschaft ist, desto niedriger fällt die KF aus (ausführlich: Häfele 2013).